# Saurauia
Saurauia är ett släkte av tvåhjärtbladiga växter. Saurauia ingår i familjen Actinidiaceae.

## Bildgalleri

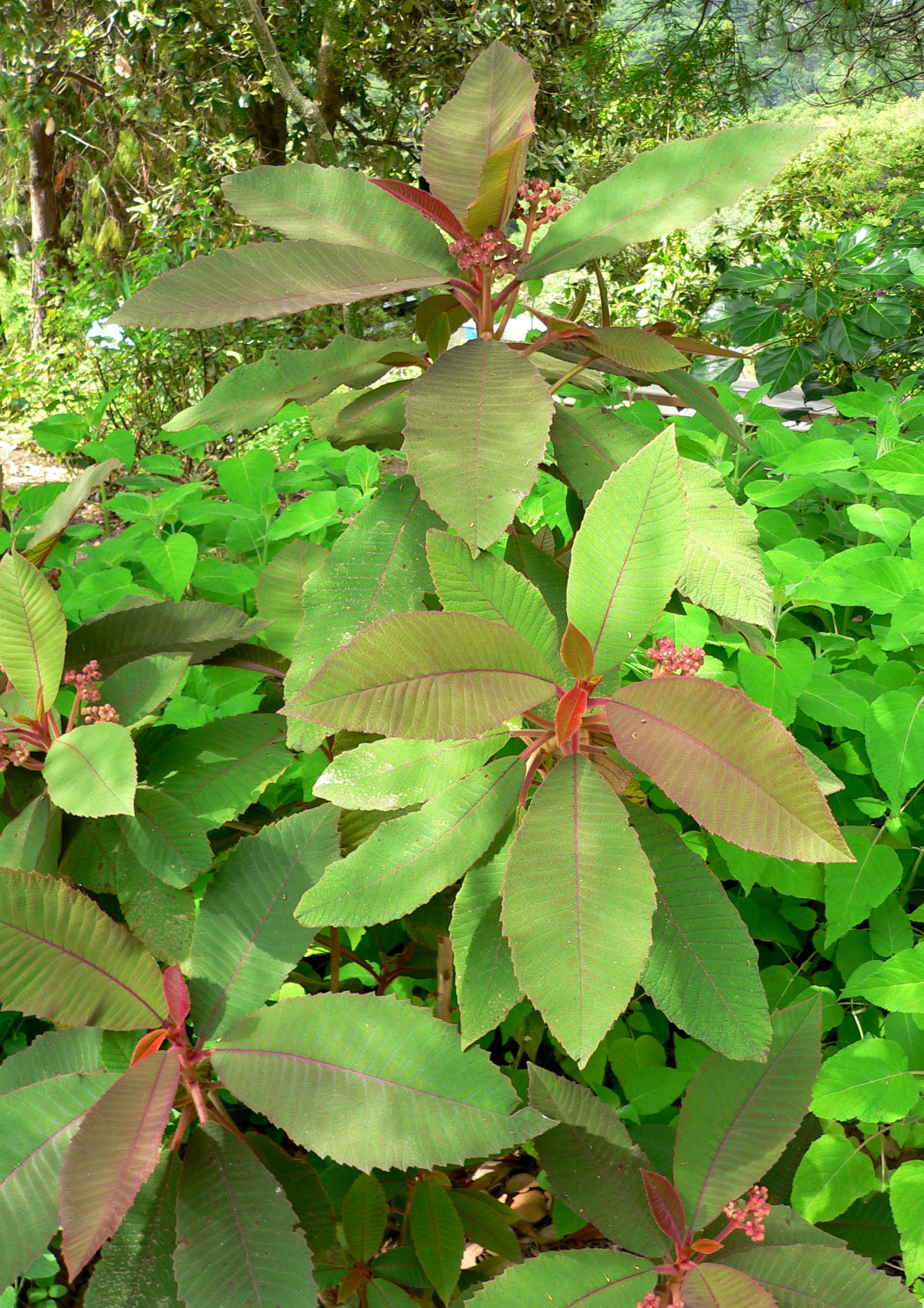
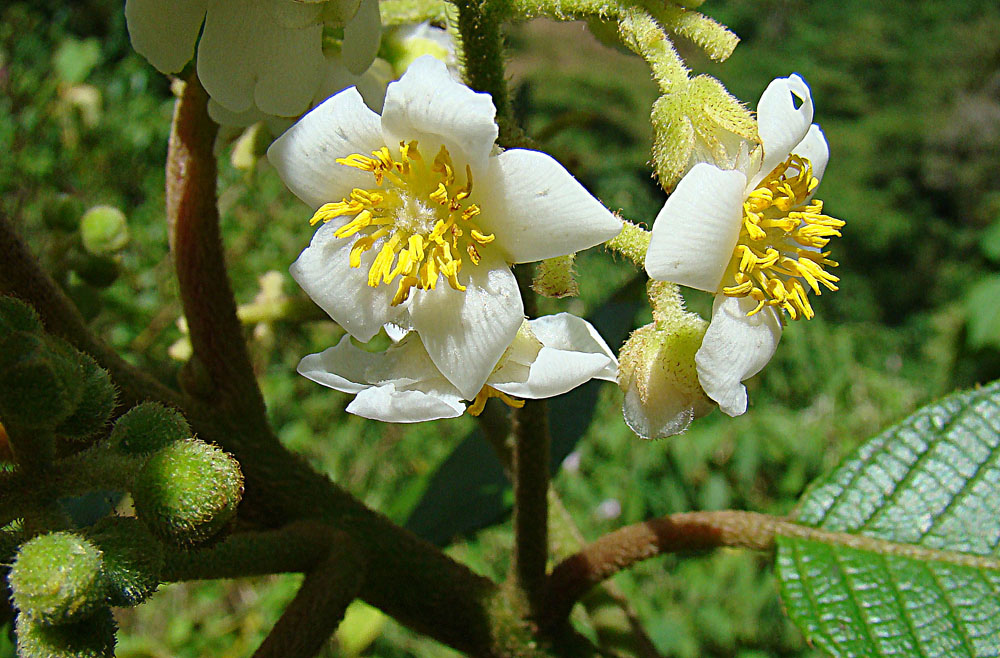

## Dottertaxa tillSaurauia, i alfabetisk ordning[1]
- Saurauia achyrantha
- Saurauia actinidiifolia
- Saurauia aculeata
- Saurauia acuminata
- Saurauia adenodonta
- Saurauia aequatoriensis
- Saurauia agamae
- Saurauia aguaricana
- Saurauia albiflora
- Saurauia alkmaarensis
- Saurauia alloplectifolia
- Saurauia alpicola
- Saurauia altissima
- Saurauia altiterra
- Saurauia alvarezii
- Saurauia amoena
- Saurauia ampla
- Saurauia amplifolia
- Saurauia andreana
- Saurauia angica
- Saurauia angustifolia
- Saurauia arcana
- Saurauia archboldiana
- Saurauia armata
- Saurauia arnoldii
- Saurauia aromatica
- Saurauia aspera
- Saurauia asperifolia
- Saurauia auricoma
- Saurauia avellana
- Saurauia bakeri
- Saurauia belensis
- Saurauia bibracteata
- Saurauia bicolor
- Saurauia bifida
- Saurauia biserrata
- Saurauia blumiana
- Saurauia bogoriensis
- Saurauia bontocensis
- Saurauia borneensis
- Saurauia brachybotrys
- Saurauia bracteosa
- Saurauia brassii
- Saurauia brevirostris
- Saurauia briquetii
- Saurauia buddleifolia
- Saurauia bullosa
- Saurauia callithrix
- Saurauia calyptrata
- Saurauia cana
- Saurauia capitulata
- Saurauia caquetensis
- Saurauia caroli
- Saurauia castanifolia
- Saurauia cauliflora
- Saurauia ceramica
- Saurauia chaparensis
- Saurauia chiliantha
- Saurauia chocoensis
- Saurauia choriophylla
- Saurauia cinnamomea
- Saurauia clementis
- Saurauia collina
- Saurauia comitis-rossei
- Saurauia conferta
- Saurauia confertiflora
- Saurauia confusa
- Saurauia congestiflora
- Saurauia conzattii
- Saurauia copelandii
- Saurauia costata
- Saurauia crassisepala
- Saurauia cuatrecasana
- Saurauia cuspidella
- Saurauia dasyantha
- Saurauia decurrens
- Saurauia dempoensis
- Saurauia denticulata
- Saurauia desquamulata
- Saurauia dicalyx
- Saurauia dielsiana
- Saurauia distasosa
- Saurauia drimytiflora
- Saurauia dufaurii
- Saurauia eburnea
- Saurauia echioides
- Saurauia egregia
- Saurauia elegans
- Saurauia elmeri
- Saurauia emarginata
- Saurauia erythrocarpa
- Saurauia erythrotricha
- Saurauia euryolepis
- Saurauia euryphylla
- Saurauia excavata
- Saurauia excelsa
- Saurauia excurrens
- Saurauia eximia
- Saurauia fasciculata
- Saurauia fasciculiflora
- Saurauia ferox
- Saurauia fimbriata
- Saurauia floccifera
- Saurauia forbesii
- Saurauia formosa
- Saurauia fragrans
- Saurauia fraseri
- Saurauia gigantifolia
- Saurauia giluwensis
- Saurauia gjellerupii
- Saurauia glabra
- Saurauia glabrifolia
- Saurauia gorokae
- Saurauia gracilipes
- Saurauia griffithii
- Saurauia hageniana
- Saurauia harlingii
- Saurauia havilandii
- Saurauia herthae
- Saurauia heterosepala
- Saurauia hoeveniana
- Saurauia holotricha
- Saurauia homotricha
- Saurauia horrida
- Saurauia hosei
- Saurauia hystrix
- Saurauia iboana
- Saurauia idenburgensis
- Saurauia ilicifolia
- Saurauia involucrata
- Saurauia isoxanthotricha
- Saurauia javanica
- Saurauia kajewskii
- Saurauia kegeliana
- Saurauia kinabaluensis
- Saurauia klemmei
- Saurauia klinkii
- Saurauia knemifolia
- Saurauia lactea
- Saurauia laevigata
- Saurauia lamii
- Saurauia lanaensis
- Saurauia latibractea
- Saurauia latipetala
- Saurauia laxiflora
- Saurauia lehmannii
- Saurauia lepidicalyx
- Saurauia leprosa
- Saurauia leucocarpa
- Saurauia leytensis
- Saurauia loeseneriana
- Saurauia loheri
- Saurauia longifolia
- Saurauia longipedicellata
- Saurauia longipetiolata
- Saurauia longistyla
- Saurauia lorentzii
- Saurauia luzoniensis
- Saurauia macgregorii
- Saurauia macrantha
- Saurauia macrotricha
- Saurauia madrensis
- Saurauia magnifica
- Saurauia mahmudii
- Saurauia malayana
- Saurauia mamberamana
- Saurauia matthewsii
- Saurauia meiandra
- Saurauia melegritoi
- Saurauia meridensis
- Saurauia merrillii
- Saurauia mexiae
- Saurauia micayensis
- Saurauia micrantha
- Saurauia minahassae
- Saurauia mindorensis
- Saurauia miniata
- Saurauia molinae
- Saurauia mollissima
- Saurauia momiensis
- Saurauia monadelpha
- Saurauia montana
- Saurauia multinervis
- Saurauia muricata
- Saurauia myrmecoidea
- Saurauia nabirensis
- Saurauia napaulensis
- Saurauia natalicia
- Saurauia naumannii
- Saurauia negrosensis
- Saurauia nicobarica
- Saurauia nigrescens
- Saurauia novoguineensis
- Saurauia nudiflora
- Saurauia nutans
- Saurauia oblanceolata
- Saurauia oblancifolia
- Saurauia oblancilimba
- Saurauia obvallatoides
- Saurauia occulta
- Saurauia oligantha
- Saurauia oligolepis
- Saurauia oligophlebia
- Saurauia omichlophila
- Saurauia oreadum
- Saurauia oroquensis
- Saurauia palawanensis
- Saurauia panayensis
- Saurauia panduriformis
- Saurauia paniculigera
- Saurauia pannosa
- Saurauia papillulosa
- Saurauia parasnathensis
- Saurauia parviflora
- Saurauia peduncularis
- Saurauia pedunculata
- Saurauia pendula
- Saurauia pentapetala
- Saurauia peruviana
- Saurauia petelotii
- Saurauia phaeosepala
- Saurauia philippinensis
- Saurauia pilogyne
- Saurauia pittieri
- Saurauia planchonii
- Saurauia platyphylla
- Saurauia pleurotricha
- Saurauia plurilocularis
- Saurauia polyneura
- Saurauia polyodon
- Saurauia polysperma
- Saurauia poolei
- Saurauia portachuelensis
- Saurauia prainiana
- Saurauia pringlei
- Saurauia pseudoleucocarpa
- Saurauia pseudostrigillosa
- Saurauia pulchra
- Saurauia punctata
- Saurauia punduana
- Saurauia purgans
- Saurauia purpurellifolia
- Saurauia pustulata
- Saurauia putumayonis
- Saurauia radlkoferi
- Saurauia raimondiana
- Saurauia ramiflora
- Saurauia reinwardtiana
- Saurauia rhodosma
- Saurauia ridleyi
- Saurauia rodatzii
- Saurauia roemeri
- Saurauia roseata
- Saurauia roxburghii
- Saurauia rubens
- Saurauia rubicunda
- Saurauia rubiformis
- Saurauia rubricalyx
- Saurauia rubrisepala
- Saurauia rubrisquamata
- Saurauia rudolfi
- Saurauia rufa
- Saurauia rufinervis
- Saurauia rupestris
- Saurauia rusbyi
- Saurauia sakoembangensis
- Saurauia samarensis
- Saurauia sampad
- Saurauia sapotoides
- Saurauia scaberrima
- Saurauia scabra
- Saurauia scabrida
- Saurauia schmutzii
- Saurauia schultesiana
- Saurauia schultzeorum
- Saurauia schumanniana
- Saurauia schwazii
- Saurauia seibertii
- Saurauia selerorum
- Saurauia serrata
- Saurauia setigera
- Saurauia sibuyanensis
- Saurauia simplex
- Saurauia singalangensis
- Saurauia sinohirsuta
- Saurauia siporensis
- Saurauia solitaria
- Saurauia sorsogonensis
- Saurauia sparsiflora
- Saurauia spectabilis
- Saurauia spinuligera
- Saurauia spinulososetosa
- Saurauia squamellicaula
- Saurauia squamifructa
- Saurauia squamulosa
- Saurauia stapfiana
- Saurauia sterrolepida
- Saurauia stichophlebia
- Saurauia striata
- Saurauia strigillosa
- Saurauia subcordata
- Saurauia submodesta
- Saurauia subspinosa
- Saurauia sumatrana
- Saurauia tafana
- Saurauia tambensis
- Saurauia tayabensis
- Saurauia taylorii
- Saurauia tewensis
- Saurauia thorelii
- Saurauia thyrsiflora
- Saurauia tomentosa
- Saurauia trachylasia
- Saurauia trichocalyx
- Saurauia trichophora
- Saurauia trichopoda
- Saurauia tristyla
- Saurauia trolliana
- Saurauia trugul
- Saurauia trunciflora
- Saurauia umbellata
- Saurauia uniflora
- Saurauia urdanetensis
- Saurauia ursina
- Saurauia vagans
- Saurauia waldheimii
- Saurauia vallium
- Saurauia vanoverberghii
- Saurauia warburgii
- Saurauia warenensis
- Saurauia waworoentii
- Saurauia wenzelii
- Saurauia verheijenii
- Saurauia versteegii
- Saurauia whitfordii
- Saurauia wigmannii
- Saurauia wildemanii
- Saurauia villosa
- Saurauia winkleri
- Saurauia vulcani
- Saurauia xiphophylla
- Saurauia xylantha
- Saurauia yasicae
- Saurauia yunnanensis
- Saurauia zamboangensis